# Miconia barbinervis
Miconia barbinervis är en tvåhjärtbladig växtart som först beskrevs av George Bentham, och fick sitt nu gällande namn av José Jéronimo Triana. Miconia barbinervis ingår i släktet Miconia och familjen Melastomataceae. Inga underarter finns listade i Catalogue of Life.